# Нортон (Вирџинија)
Нортон (Вирџинија) (енгл. Norton) град је у америчкој савезној држави Вирџинија. По попису становништва из 2010. у њему је живело 3.958 становника.

## Демографија
Према попису становништва из 2010. у граду је живело 3.958 становника, што је 54 (1,4%) становника више него 2000. године.
|                   | 2010.          | 2000.          |
| Укупно            | 3 958 (100,0%) | 3 904 (100,0%) |
| Белци             | 3 478 (87,87%) | 3 548 (90,88%) |
| Остали            | 336 (8,489%)   | 43 (1,101%)    |
| Хиспаноамериканци | 68 (1,718%)    | 34 (0,871%)    |
| Азијати           | 56 (1,415%)    | 39 (0,999%)    |
| Афроамериканци    | 20 (0,505%)    | 240 (6,148%)   |